# Izrael na Letnich Igrzyskach Olimpijskich 2020
Izrael na Letnich Igrzyskach Olimpijskich 2020 – występ kadry sportowców reprezentujących Izrael na igrzyskach olimpijskich, które odbyły się w Tokio w Japonii, w dniach 23 lipca – 8 sierpnia 2021 roku.
Reprezentacja izraelska liczyła 88 zawodników (34 kobiety i 54 mężczyzn), którzy wystąpili w 19 dyscyplinach. To siedemnasty z kolei udział tego kraju w letnich igrzyskach.

## Zdobyte medale
| Medal | Zawodnik | Dyscyplina             | Konkurencja                   | Rezultat                                         | Data       |
| ----- | --- | ---------------------- | ----------------------------- | ------------------------------------------------ | ---------- |
| Złoto | Artiom Dołgopiat | Gimnastyka             | ćwiczenia wolne mężczyzn      | 14,933 pkt                                       | 1 sierpnia |
| Złoto | Linoj Aszram | Gimnastyka artystyczna | wielobój indywidualnie kobiet | 107,800 pkt                                      | 7 sierpnia |
| Brąz  | Avishag Semberg | Taekwondo              | 49 kg                         | Pokonana Turczynka Rukiye Yıldırım: W 27–22      | 24 lipca   |
| Brąz  | Tohar Butbul, Raz Hershko, Li Kochman, Inbar Lanir, Sagi Muki, Timna Nelson-Levy, Peter Paltchik, Shira Rishony, Or Sasson, Gili Sharir, Baruch Shmailov | Judo                   | drużynowo                     | W pojedynku o brązowy medal pokonali drużynę ROC | 31 lipca   |

## Skład kadry

### Badminton
| Zawodnik           | Konkurencja        | Faza grupowa                        | Faza grupowa                             | Faza grupowa     | Pozycja | 1/8              | Ćwierćfinały     | Półfinały        | Finał            | Finał   | Źródło            |
| Zawodnik           | Konkurencja        | Przeciwnik Wynik                    | Przeciwnik Wynik                         | Przeciwnik Wynik | Pozycja | Przeciwnik Wynik | Przeciwnik Wynik | Przeciwnik Wynik | Przeciwnik Wynik | Pozycja | Źródło            |
| ------------------ | ------------------ | ----------------------------------- | ---------------------------------------- | ---------------- | ------- | ---------------- | ---------------- | ---------------- | ---------------- | ------- | ----------------- |
| Misha Zilberman    | gra pojedyncza (m) | B. Sai Praneeth '2:0 (21:17, 21:15) | Caljouw 1:2 (21:17, 9:21, 10:21)         | N\A              | 2.      | NQ               | NQ               | NQ               | NQ               | 15.     | [ 3 ] [ 4 ] [ 5 ] |
| Ksenia Polikarpowa | gra pojedyncza (k) | Sindhu 0:2 (8:21, 9:21)             | Cheung Ngan Yi 1:2 (12:21, 21:15, 16:21) | N\A              | .       | NQ               | NQ               | NQ               | NQ               | 15.     | [ 6 ] [ 7 ] [ 8 ] |

### Baseball
- Reprezentacja mężczyzn

| - Jeremy Bleich - Jonathan de Marte - Jake Fishman - Alex Katz - Alon Leichman - Shlomo Lipetz - Jon Moscot - David Sharabi - Joey Wagman - Ben Wanger - Zack Weiss - Blake Gailen |  | - Josh Zeid - Tal Erel - Ryan Lavarnway - Nick Rickles - Scott Burcham - Mitch Glasser - Ty Kelly - Ian Kinsler - Zach Penprase - Danny Valencia - Assaf Lowengart - Robb Paller |

| Drużyna | Konkurencja | Faza grupowa         | Faza grupowa          | Faza grupowa | Pierwsza runda   | Druga runda           | Półfinał         | Finał            | Pozycja | Źródło       |
| Drużyna | Konkurencja | Przeciwnik Wynik     | Przeciwnik Wynik      | Pozycja      | Przeciwnik Wynik | Przeciwnik Wynik      | Przeciwnik Wynik | Przeciwnik Wynik | Pozycja | Źródło       |
| ------- | ----------- | -------------------- | --------------------- | ------------ | ---------------- | --------------------- | ---------------- | ---------------- | ------- | ------------ |
| Izrael  | mężczyźni   | Korea Południowa 5:6 | Stany Zjednoczone 1:8 | 3.           | Meksyk 12:5      | Korea Południowa 1:11 | NQ               | NQ               | 5.      | [ 9 ] [ 10 ] |

### Gimnastyka
Mężczyźni
| Zawodnik           | Konkurencja                 | Kwalifikacje | Kwalifikacje | Finał  | Finał   | Źródło |
| Zawodnik           | Konkurencja                 | Wynik        | Pozycja      | Wynik  | Pozycja | Źródło |
| ------------------ | --------------------------- | ------------ | ------------ | ------ | ------- | ------ |
| Artiom Dołgopiat   | ćwiczenia wolne             | 15,200       | 1.           | 14,933 | złoto   | [ 11 ] |
| Alexander Shatilov | ćwiczenia wolne             | 13,500       | 47.          | NQ     | NQ      | [ 12 ] |
| Artiom Dołgopiat   | ćwiczenia na koniu z łękami | 12,766       | 56.          | NQ     | NQ      | [ 11 ] |

Kobiety
| Zawodniczka | Konkurencja             | Kwalifikacje | Kwalifikacje | Kwalifikacje | Kwalifikacje | Kwalifikacje | Kwalifikacje | Finał     | Finał     | Finał     | Finał     | Finał | Finał   | Źródło |
| Zawodniczka | Konkurencja             | Przyrządy    | Przyrządy    | Przyrządy    | Przyrządy    | Razem        | Pozycja      | Przyrządy | Przyrządy | Przyrządy | Przyrządy | Razem | Pozycja | Źródło |
| Zawodniczka | Konkurencja             | V            | UB           | BB           | F            | Razem        | Pozycja      | V         | UB        | BB        | F         | Razem | Pozycja | Źródło |
| ----------- | ----------------------- | ------------ | ------------ | ------------ | ------------ | ------------ | ------------ | --------- | --------- | --------- | --------- | ----- | ------- | ------ |
| Lihie Raz   | wielobój indywidualnie  | 14,233       | 11,400       | 12,066       | 12,400       | 50,399       | 59.          | NQ        | NQ        | NQ        | NQ        | NQ    | NQ      | [ 13 ] |
| Lihie Raz   | ćwiczenia na poręczach  | N/A          | 11,700       | N/A          | N/A          | 11,700       | 70.          | NQ        | NQ        | NQ        | NQ        | NQ    | NQ      | [ 13 ] |
| Lihie Raz   | ćwiczenia na równoważni | N/A          | N/A          | 12,066       | N/A          | 12,066       | 64           | NQ        | NQ        | NQ        | NQ        | NQ    | NQ      | [ 13 ] |
| Lihie Raz   | ćwiczenia wolne         | N/A          | N/A          | N/A          | 12,400       | 12,400       | 59           | NQ        | NQ        | NQ        | NQ        | NQ    | NQ      | [ 13 ] |
| Lihie Raz   | skoki                   | 13,899       | N/A          | N/A          | N/A          | 13,899       | 15           | NQ        | NQ        | NQ        | NQ        | NQ    | NQ      | [ 13 ] |

### Gimnastyka artystyczna
| Zawodniczka    | Konkurencja            | Eliminacje | Eliminacje | Eliminacje | Eliminacje | Eliminacje | Finał  | Finał  | Finał   | Finał   | Finał   | Pozycja | Źródło |
| Zawodniczka    | Konkurencja            | Obręcz     | Piłka      | Maczugi    | Skakanka   | Razem      | Obręcz | Piłka  | Maczugi | Wstążka | Razem   | Pozycja | Źródło |
| -------------- | ---------------------- | ---------- | ---------- | ---------- | ---------- | ---------- | ------ | ------ | ------- | ------- | ------- | ------- | ------ |
| Linoj Aszram   | wielobój indywidualnie | 23,500     | 28,250     | 27,850     | 23,500     | 103,100    | 27,550 | 28,300 | 28,650  | 23,300  | 107,800 | złoto   | [ 14 ] |
| Nikol Zelikman | wielobój indywidualnie | 24,350     | 25,500     | 24,950     | 21,100     | 95,900     | 23,700 | 24,150 | 25,600  | 22,150  | 95,600  | 7       | [ 15 ] |

| Zawodniczki                                                            | Konkurencja      | Eliminacje | Eliminacje           | Eliminacje | Eliminacje | Finał   | Finał                | Finał  | Pozycja | Źródło |
| Zawodniczki                                                            | Konkurencja      | 5 piłek    | 3 obręcze, 2 maczugi | Razem      | Pozycja    | 5 piłek | 3 obręcze, 2 maczugi | Razem  | Pozycja | Źródło |
| Zawodniczki                                                            | Konkurencja      | Wynik      | Wynik                | Wynik      | Wynik      |         |                      |        | Pozycja | Źródło |
| ---------------------------------------------------------------------- | ---------------- | ---------- | -------------------- | ---------- | ---------- | ------- | -------------------- | ------ | ------- | ------ |
| Ofir Dajan Jana Kramarenko Natalie Raits Juliana Telegina Karin Vexman | zawody drużynowe | 44,000     | 40,650               | 84,650     | 4          | 44,100  | 39,750               | 83,850 | 6       | [ 16 ] |

### Jeździectwo
Skoki przez przeszkody
| Zawodnik                               | Konkurencja   | Koń                                    | Kwalifikacje | Kwalifikacje | Kwalifikacje | Kwalifikacje | Finał      | Finał       | Finał   | Pozycja | Źródło        |
| Zawodnik                               | Konkurencja   | Koń                                    | Kary         | Kary         | Łącznie      | Pozycja      | Kary       | Kary        | Łącznie | Pozycja | Źródło        |
| Zawodnik                               | Konkurencja   | Koń                                    | Przeszkody   | Limit czasu  | Łącznie      | Pozycja      | Przeszkody | Limit czasu | Łącznie | Pozycja | Źródło        |
| -------------------------------------- | ------------- | -------------------------------------- | ------------ | ------------ | ------------ | ------------ | ---------- | ----------- | ------- | ------- | ------------- |
| Ashlee Bond                            | indywidualnie | Donatello 141                          | 0            | 0            | 0            | 1.           | 4          | 1           | 5       | 11.     | [ 17 ] [ 18 ] |
| Teddy Vlock                            | indywidualnie | Amsterdam 27                           | 4            | 2            | 6            | 42.          | NQ         | NQ          | NQ      | 42.     | [ 17 ] [ 18 ] |
| Alberto Michán                         | indywidualnie | Cosa Nostra                            | EL           | EL           | EL           | EL           | NQ         | NQ          | NQ      | DNF     | [ 17 ] [ 18 ] |
| Ashlee Bond Teddy Vlock Alberto Michán | drużynowo     | Donatello 141 Amsterdam 27 Cosa Nostra | WD 12 EL     | 0 0 0        | EL           | DNF          | NQ         | NQ          | NQ      | DNF     | [ 19 ] [ 20 ] |

### Judo
| Zawodnik | Konkurencja | 1/16                 | 1/8                  | Ćwierćfinał            | Półfinał            | Repasaże             | Finał / 3.miejsce                   | Finał / 3.miejsce | Źródła |
| Zawodnik | Konkurencja | Przeciwniczka Wynik  | Przeciwniczka Wynik  | Przeciwniczka Wynik    | Przeciwniczka Wynik | Przeciwniczka Wynik  | Przeciwniczka Wynik                 | Pozycja           | Źródła |
| --- | ----------- | -------------------- | -------------------- | ---------------------- | ------------------- | -------------------- | ----------------------------------- | ----------------- | ------ |
| Baruch Shmailov | -66 kg (m)  | Loforte W 11-00      | Katz W 01-00         | Margwelaszwili P 00-10 | NQ                  | Gomboc W 01-00       | Cargnin P 00-01                     | 5.                | [ 21 ] |
| Tohar Butbul | -73 kg (m)  | Bye                  | Sterpu W 10-00       | An Chang-rim P 00-01   | NQ                  | Margelidon P 00-10   | NQ                                  | 7.                | [ 22 ] |
| Sagi Muki | -81 kg (m)  | Santos W 10-00       | Borchashvili P 00-01 | NQ                     | NQ                  | NQ                   | NQ                                  | 9                 | [ 23 ] |
| Li Kochman | -90 kg (m)  | Klammert W 10-00     | Bekauri P 01-10      | NQ                     | NQ                  | NQ                   | NQ                                  | 9.                | [ 24 ] |
| Peter Paltchik | -100 kg (m) | N/A                  | Otgonbaatar W 01-00  | Wolf P 00-01           | NQ                  | El Nahas P 00-10     | NQ                                  | 7.                | [ 25 ] |
| Or Sasson | +100 kg (m) | N/A                  | Riner P 00-01        | NQ                     | NQ                  | NQ                   | NQ                                  | 9.                | [ 26 ] |
| Shira Rishony | -48 kg (k)  | Álvarez W 10-00      | Figueroa W10-00      | Uranceceg P 00-11      | NQ                  | Lin Chen-hao W 10-00 | Biłodid P 00-10                     | 5.                | [ 27 ] |
| Gili Cohen | -52 kg (k)  | Babamuratowa W 00-10 | Van Snick P 00-10    | NQ                     | NQ                  | NQ                   | NQ                                  | 9.                | [ 28 ] |
| Timna Nelson-Levy | -57 kg (k)  | Bye                  | Perišić W 10-00      | Yoshida P 00-01        | NQ                  | Kajzer P 00-10       | NQ                                  | 7.                | [ 29 ] |
| Gili Sharir | -63 kg (k)  | Haecker P 00-10      | NQ                   | NQ                     | NQ                  | NQ                   | NQ                                  | 17.               | [ 30 ] |
| Inbar Lanir | -78 kg (k)  | Mönkhtsetseg W 10-00 | Aguiar P 00-10       | NQ                     | NQ                  | NQ                   | NQ                                  | 9.                | [ 31 ] |
| Raz Hershko | +78 kg (k)  | Al-Qahtani W 11-00   | Sone P 00-11         | NQ                     | NQ                  | NQ                   | NQ                                  | 9.                | [ 32 ] |
| Baruch Shmailov Tohar Butbul Sagi Muki Li Kochman Peter Paltchik Or Sasson Shira Rishony Gili Cohen Timna Nelson-Levy Gili Sharir Inbar Lanir Raz Hershko | drużynowo   | N/A                  | Włochy · W 4-3       | Francja · P 3-4        | NQ                  | Brazylia · W 4-2     | Rosyjski Komitet Olimpijski · W 4-1 | brąz              | [ 33 ] |

### Kolarstwo

#### Kolarstwo szosowe
| Zawodnik     | Konkurencja                    | Czas     | Pozycja | Źródło |
| ------------ | ------------------------------ | -------- | ------- | ------ |
| Omer Shapira | wyścig ze startu wspólnego (k) | 33:15,84 | 15.     | [ 34 ] |
| Omer Shapira | jazda indywidualna na czas (k) | 3:55:23  | 24.     | [ 34 ] |

#### Kolarstwo górskie
| Zawodnik     | Konkurencja       | Czas    | Pozycja | Źródło |
| ------------ | ----------------- | ------- | ------- | ------ |
| Shlomi Haimy | cross-country (k) | 1:36:58 | 33.     | [ 35 ] |

### Lekkoatletyka
Konkurencje biegowe
| Zawodnik               | Konkurencja               | Eliminacje | Eliminacje | Półfinał | Półfinał | Finał    | Finał   | Źródło |
| Zawodnik               | Konkurencja               | Wynik      | Miejsce    | Wynik    | Miejsce  | Wynik    | Miejsce | Źródło |
| ---------------------- | ------------------------- | ---------- | ---------- | -------- | -------- | -------- | ------- | ------ |
| Marhu Teferi           | maraton (m)               | N/A        | N/A        | N/A      | N/A      | 2:13:02  | 13.     | [ 36 ] |
| Girmaw Amare           | maraton (m)               | N/A        | N/A        | N/A      | N/A      | 2:16:17  | 28.     | [ 36 ] |
| Haimro Alame           | maraton (m)               | N/A        | N/A        | N/A      | N/A      | 2:17:17  | 37.     | [ 36 ] |
| Diana Vaisman          | 100 m (k)                 | 11,27      | 4.         | NQ       | NQ       | NQ       | NQ      | [ 37 ] |
| Selamawit Teferi       | 5000 m (k)                | 14:53,43   | 8.         | N/A      | N/A      | 14:54,39 | 10.     | [ 38 ] |
| Selamawit Teferi       | 10 000 m (k)              | N/A        | N/A        | N/A      | N/A      | 32:46,46 | 23.     | [ 39 ] |
| Adva Cohen             | 3000 m z przeszkodami (k) | 10:05,95   | 14.        | N/A      | N/A      | NQ       | NQ      | [ 40 ] |
| Maor Tiyouri           | maraton (k)               | N/A        | N/A        | N/A      | N/A      | 2:37:52  | 48.     | [ 41 ] |
| Lonah Chemtai Salpeter | maraton (k)               | N/A        | N/A        | N/A      | N/A      | 2:48:31  | 66.     | [ 41 ] |

Konkurencje techniczne
| Zawodnik        | Konkurencja  | Kwalifikacje | Kwalifikacje | Finał | Finał   | Źródło |
| Zawodnik        | Konkurencja  | Wynik        | Miejsce      | Wynik | Miejsce | Źródło |
| --------------- | ------------ | ------------ | ------------ | ----- | ------- | ------ |
| Hanna Kniaziewa | trójskok (k) | 14,36        | 8.           | 14,60 | 6.      | [ 42 ] |

### Łucznictwo
| Zawodnik    | Konkurencja       | Runda rankingowa | Runda rankingowa | 1/32             | 1/16             | 1/8                  | Ćwierćfinały     | Półfinały        | Finał            | Finał   | Źródło               |
| Zawodnik    | Konkurencja       | Wynik            | Miejsce          | Przeciwnik Wynik | Przeciwnik Wynik | Przeciwnik Wynik     | Przeciwnik Wynik | Przeciwnik Wynik | Przeciwnik Wynik | Pozycja | Źródło               |
| ----------- | ----------------- | ---------------- | ---------------- | ---------------- | ---------------- | -------------------- | ---------------- | ---------------- | ---------------- | ------- | -------------------- |
| Itay Shanny | indywidualnie (m) | 635              | 60.              | Muto W 7-3       | Rai W 6-5        | Tang Chih-chun P 5-6 | NQ               | NQ               | NQ               | 9.      | [ 43 ] [ 44 ] [ 45 ] |

### Pływanie
| Zawodnik                                                        | Konkurencja                          | Eliminacje | Eliminacje | Półfinał | Półfinał | Finał     | Finał   | Źródło               |
| Zawodnik                                                        | Konkurencja                          | Czas       | Miejsce    | Czas     | Miejsce  | Czas      | Miejsce | Źródło               |
| --------------------------------------------------------------- | ------------------------------------ | ---------- | ---------- | -------- | -------- | --------- | ------- | -------------------- |
| Meiron Cheruti                                                  | 50 m dowolnym (m)                    | 22,01      | 17.        | NQ       | NQ       | NQ        | NQ      | [ 46 ]               |
| Meiron Cheruti                                                  | 100 m dowolnym (m)                   | 49,26      | 29.        | NQ       | NQ       | NQ        | NQ      | [ 47 ]               |
| Denis Loktev                                                    | 200 m dowolnym (m)                   | 1:47,68    | 27.        | NQ       | NQ       | NQ        | NQ      | [ 48 ]               |
| Michael Laitarovsky                                             | 100 m grzbietowym (m)                | 55,34      | 36.        | NQ       | NQ       | NQ        | NQ      | [ 49 ]               |
| Jakow Tumarkin                                                  | 100 m grzbietowym (m)                | 54,81      | 31.        | NQ       | NQ       | NQ        | NQ      | [ 49 ]               |
| Jakow Tumarkin                                                  | 200 m grzbietowym (m)                | 1:59,65    | 28.        | NQ       | NQ       | NQ        | NQ      | [ 50 ]               |
| Ron Polonsky                                                    | 200 m klasycznym (m)                 | 2:12,71    | 27.        | NQ       | NQ       | NQ        | NQ      | [ 51 ]               |
| Tomer Frankel                                                   | 100 m motylkowym (m)                 | 51,99      | 21.        | NQ       | NQ       | NQ        | NQ      | [ 52 ] [ 53 ] [ 54 ] |
| Gal Cohen Groumi                                                | DNS                                  | DNS        | DNS        | DNS      | DNS      | DNS       | DNS     | [ 52 ] [ 53 ] [ 54 ] |
| Ron Polonsky                                                    | 200 m zmiennym (m)                   | 1:58,95    | 26.        | NQ       | NQ       | NQ        | NQ      | [ 55 ]               |
| Gal Cohen Groumi                                                | 200 m zmiennym (m)                   | 1:59,44    | 30.        | NQ       | NQ       | NQ        | NQ      | [ 55 ]               |
| Ron Polonsky                                                    | 400 m zmiennym (m)                   | 4:21,50    | 27.        | N/A      | N/A      | NQ        | NQ      | [ 56 ]               |
| Matan Roditi                                                    | 10 km (m)                            | N/A        | N/A        | N/A      | N/A      | 1:49:24,9 | 4.      | [ 57 ]               |
| Denis Loktev Daniel Namir Tomer Frankel Gal Cohen Groumi        | sztafeta 4 × 200 m dowolnym (m)      | 7:08,68    | 10.        | N/A      | N/A      | NQ        | NQ      | [ 58 ]               |
| Andrea Murez                                                    | 50 m dowolnym (k)                    | 25,48      | 30.        | NQ       | NQ       | NQ        | NQ      | [ 59 ]               |
| Andrea Murez                                                    | 100 m dowolnym (k)                   | 54,06      | 22.        | NQ       | NQ       | NQ        | NQ      | [ 60 ]               |
| Andrea Murez                                                    | 200 m dowolnym (k)                   | 1:58,97    | 19.        | NQ       | NQ       | NQ        | NQ      | [ 61 ]               |
| Anastasia Gorbenko                                              | 100 m grzbietowym (k)                | 59,90      | 12.        | 59,30    | 8.       | 59,53     | 8.      | [ 62 ] [ 63 ] [ 64 ] |
| Aviv Barzelay                                                   | 200 m grzbietowym (k)                | 2:11,13    | 15.        | 2:12,93  | 15.      | NQ        | NQ      | [ 65 ] [ 66 ]        |
| Anastasia Gorbenko                                              | 100 m klasycznym (k)                 | DNS        | DNS        | DNS      | DNS      | DNS       | DNS     | [ 67 ]               |
| Anastasia Gorbenko                                              | 200 m klasycznym (k)                 | 2:28,41    | 28.        | NQ       | NQ       | NQ        | NQ      | [ 68 ]               |
| Anastasia Gorbenko                                              | 100 m motylkowym (k)                 | 58,23      | 18.        | NQ       | NQ       | NQ        | NQ      | [ 69 ]               |
| Anastasia Gorbenko                                              | 200 m zmiennym (k)                   | 2:10,21    | 7.         | 2:10,70  | 10.      | NQ        | NQ      | [ 70 ] [ 71 ]        |
| Anastasia Gorbenko Itay Goldfaden Gal Cohen Groumi Andrea Murez | sztafeta mieszana 4 × 100 m zmiennym | 3:43,94    | 8.         | N/A      | N/A      | 3:44,77   | 8.      | [ 72 ] [ 73 ]        |

### Pływanie synchroniczne
| Zawodnik                      | Konkurencja | Eliminacje       | Eliminacje    | Eliminacje | Eliminacje | Finał            | Finał         | Finał  | Finał   | Źródło               |
| Zawodnik                      | Konkurencja | Runda techniczna | Runda dowolna | Razem      | Miejsce    | Runda techniczna | Runda dowolna | Razem  | Miejsce | Źródło               |
| Zawodnik                      | Konkurencja | Punkty           | Punkty        | Punkty     | Miejsce    | Punkty           | Punkty        | Punkty | Miejsce | Źródło               |
| ----------------------------- | ----------- | ---------------- | ------------- | ---------- | ---------- | ---------------- | ------------- | ------ | ------- | -------------------- |
| Eden Blecher Shelly Bobritsky | Duety       | 84,6333          | 83,8580       | 168,4913   | 15.        | NQ               | NQ            | NQ     | 15.     | [ 74 ] [ 75 ] [ 76 ] |

### Podnoszenie ciężarów
| Zawodnik       | Konkurencja      | Rwanie | Rwanie  | Podrzut | Podrzut | Razem  | Pozycja | Źródło |
| Zawodnik       | Konkurencja      | Wynik  | Pozycja | Wynik   | Pozycja | Razem  | Pozycja | Źródło |
| -------------- | ---------------- | ------ | ------- | ------- | ------- | ------ | ------- | ------ |
| David Litvinov | +109 kg mężczyzn | 176 kg | 10.     | 205 kg  | 11.     | 381 kg | 11.     | [ 77 ] |

### Surfing
| Zawodnik    | Konkurencja | Eliminacje | Eliminacje | Eliminacje | Eliminacje | 1/8 finału       | Ćwierćfinał      | Półfinał         | Finał/3 miejsce  | Pozycja | Źródło |
| Zawodnik    | Konkurencja | Runda 1    | Runda 1    | Runda 2    | Runda 2    | 1/8 finału       | Ćwierćfinał      | Półfinał         | Finał/3 miejsce  | Pozycja | Źródło |
| Zawodnik    | Konkurencja | Wynik      | Miejsce    | Wynik      | Miejsce    | Przeciwnik Wynik | Przeciwnik Wynik | Przeciwnik Wynik | Przeciwnik Wynik | Pozycja | Źródło |
| ----------- | ----------- | ---------- | ---------- | ---------- | ---------- | ---------------- | ---------------- | ---------------- | ---------------- | ------- | ------ |
| Anat Lelior | kobiety     | 7,77       | 4.         | 8,93       | 4.         | NQ               | NQ               | NQ               | NQ               | 17.     | [ 78 ] |

### Strzelectwo
| Zawodnik         | Konkurencja              | Kwalifikacje | Kwalifikacje | Finał | Finał   | Źródło |
| Zawodnik         | Konkurencja              | Wynik        | Pozycja      | Wynik | Pozycja | Źródło |
| ---------------- | ------------------------ | ------------ | ------------ | ----- | ------- | ------ |
| Siergiej Richter | karabin pneumatyczny (m) | 624,5        | 27.          | NQ    | NQ      | [ 79 ] |

### Taekwondo
| Zawodnik        | Konkurencja   | 1/16             | 1/8                   | Ćwierćfinał      | Półfinał         | Repesaż          | Finał/3.miejsce  | Finał/3.miejsce | Źródło |
| Zawodnik        | Konkurencja   | Przeciwnik Wynik | Przeciwnik Wynik      | Przeciwnik Wynik | Przeciwnik Wynik | Przeciwnik Wynik | Przeciwnik Wynik | Pozycja         | Źródło |
| --------------- | ------------- | ---------------- | --------------------- | ---------------- | ---------------- | ---------------- | ---------------- | --------------- | ------ |
| Avishag Semberg | -49 kg kobiet | Stambaugh W 22-2 | Wongpattanakit P 5-29 | NQ               | NQ               | Kim Tuyền W 22-1 | Yıldırım W 27-22 | brąz            | [ 80 ] |

### Triathlon
| Zawodnik      | Konkurencja | Pływanie | Zmiana 1 | Jazda na rowerze | Zmiana 2 | Bieg  | Czas    | Pozycja | Źródło |
| ------------- | ----------- | -------- | -------- | ---------------- | -------- | ----- | ------- | ------- | ------ |
| Shachar Sagiv | mężczyźni   | 18:12    | 0:39     | 56:14            | 0:28     | 31:37 | 1:47:10 | 20.     | [ 81 ] |
| Ran Sagiv     | mężczyźni   | 18:24    | 0:42     | 57:50            | 0:33     | 31:35 | 1:49:04 | 35.     | [ 81 ] |

### Żeglarstwo
| Zawodnik                | Konkurencja  | Wyścig | Wyścig | Wyścig | Wyścig | Wyścig | Wyścig | Wyścig | Wyścig | Wyścig | Wyścig | Wyścig | Wyścig | Wyścig | Punkty | Finałowa pozycja | Źródło |
| Zawodnik                | Konkurencja  | 1      | 2      | 3      | 4      | 5      | 6      | 7      | 8      | 9      | 10     | 11     | 12     | M*     | Punkty | Finałowa pozycja | Źródło |
| ----------------------- | ------------ | ------ | ------ | ------ | ------ | ------ | ------ | ------ | ------ | ------ | ------ | ------ | ------ | ------ | ------ | ---------------- | ------ |
| Shai Kakon              | Laser Radial | 39     | 13     | 38     | 18     | 39     | 32     | 34     | 39     | 2      | 5      | N/A    | N/A    | NQ     | 220    | 30.              | [ 82 ] |
| Noya Bar Am Shahar Tibi | 470          | 2      | 14     | 22 DSQ | 3      | 10     | 11     | 4      | 11     | 6      | 13     | N/A    | N/A    | 6      | 80     | 8.               | [ 83 ] |
| Katy Spychakov          | RS:X         | 3      | 5      | 9      | 7      | 10     | 3      | 13     | 13     | 9      | 1      | 4      | 1      | 20     | 85     | 6.               | [ 84 ] |
| Jo'aw Cohen             | RS:X         | 12     | 6      | 2      | 7      | 6      | 6      | 6      | 7      | 16     | 6      | 4      | 12     | 2      | 76     | 4.               | [ 85 ] |

M – Wyścig medalowy